# Kazumasa Hirai
Kazumasa Hirai (平井一正?, Hirai Kazumasa; Prefettura di Okayama, 21 novembre 1949) è un ex sollevatore giapponese, ha gareggiato nelle categorie dei pesi piuma (fino a 60 kg.) e dei pesi leggeri (fino a 67,5 kg.).

## Carriera
Iniziò a sollevare pesi mentre studiava alla scuola superiore, per poi laurearsi in Educazione fisica all'Università di Chūkyō. Dopo un momentaneo abbandono del sollevamento pesi, riprese ad allenarsi dopo la laurea mentre svolgeva il lavoro di insegnante in una scuola superiore, e partecipò ai Giochi Asiatici di Teheran 1974, conquistando la medaglia d'oro con 275 kg. nel totale.
Nel 1976 prese parte alle Olimpiadi di Montréal, vincendo la medaglia di bronzo con lo stesso risultato nel totale di due anni prima, dietro al sovietico Nikolaj Kolesnikov (285 kg.) ed al bulgaro Georgi Todorov (280 kg.). In quell'anno la competizione olimpica era valida anche come campionato mondiale.
Due anni dopo vinse un'altra medaglia d'oro ai Giochi Asiatici di Bangkok 1978, dopo essere passato alla categoria superiore dei pesi leggeri.
Dopo il ritiro dalle competizioni diventò professore associato all'Università Nagoya Sangyo.
Nel corso della sua carriera di sollevatore Hirai realizzò un record del mondo nella prova di strappo della categoria dei pesi piuma.